# Azay-le-Ferron
Azay-le-Ferron ist eine französische Gemeinde im Département Indre in der Region Centre-Val de Loire. Sie gehört zum Kanton Le Blanc und zum Arrondissement Le Blanc. Sie grenzt im Nordwesten an Charnizay (Berührungspunkt), im Norden an Obterre, im Osten an Paulnay, im Südosten an Saint-Michel-en-Brenne, im Süden an Martizay und im Westen an Bossay-sur-Claise. Die Ortschaft wird von den Routes nationales 675 und 725 tangiert.

## Bevölkerungsentwicklung
| Jahr      | 1962 | 1968 | 1975 | 1982 | 1990 | 1999 | 2008 | 2015 |
| --------- | ---- | ---- | ---- | ---- | ---- | ---- | ---- | ---- |
| Einwohner | 1403 | 1364 | 1314 | 1146 | 1036 | 991  | 933  | 861  |

## Sehenswürdigkeiten
- Schloss Azay-le-Ferron mit Museum; die umliegende Park- und die Gartenanlage stammt von den Brüdern Denis und Eugène Bühler; dazu gehört ein Miniaturenpark der Loireschlösser
- Kirche Saint-Nazaire

Beide vorgenannten Bauwerke sind Monuments historiques.
- Kriegerdenkmal

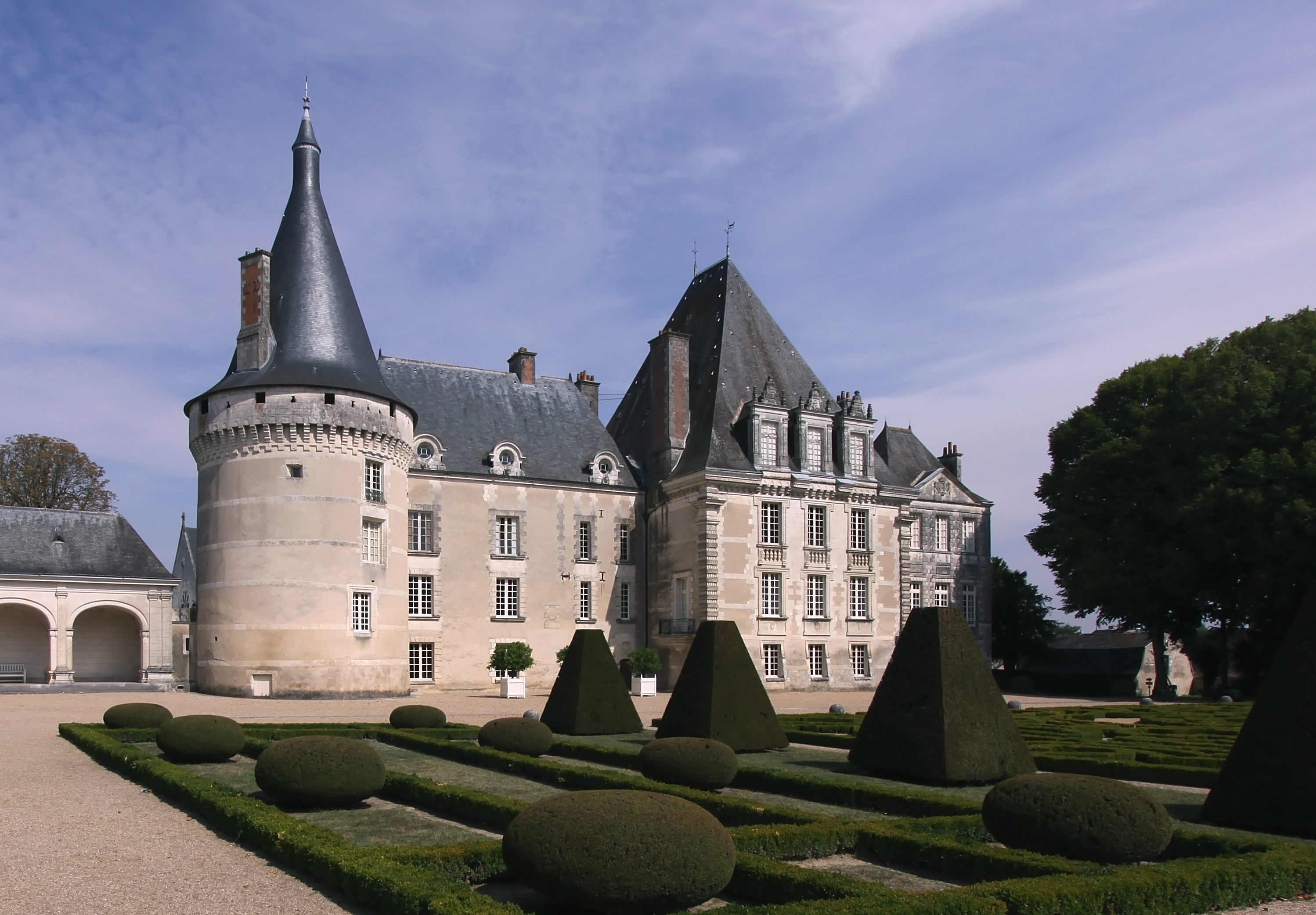
Schloss Azay-le-Ferron
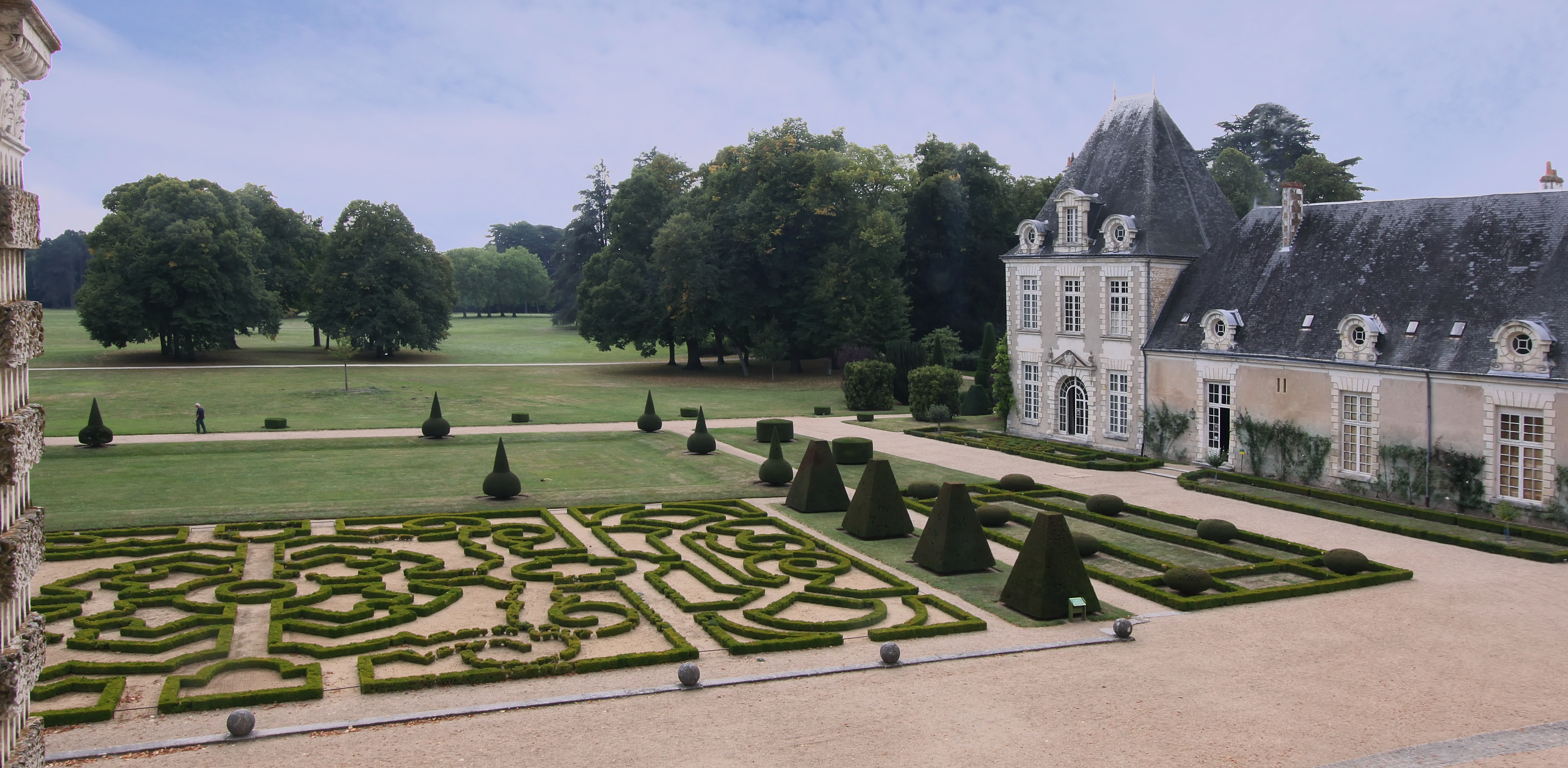
Schlosspark
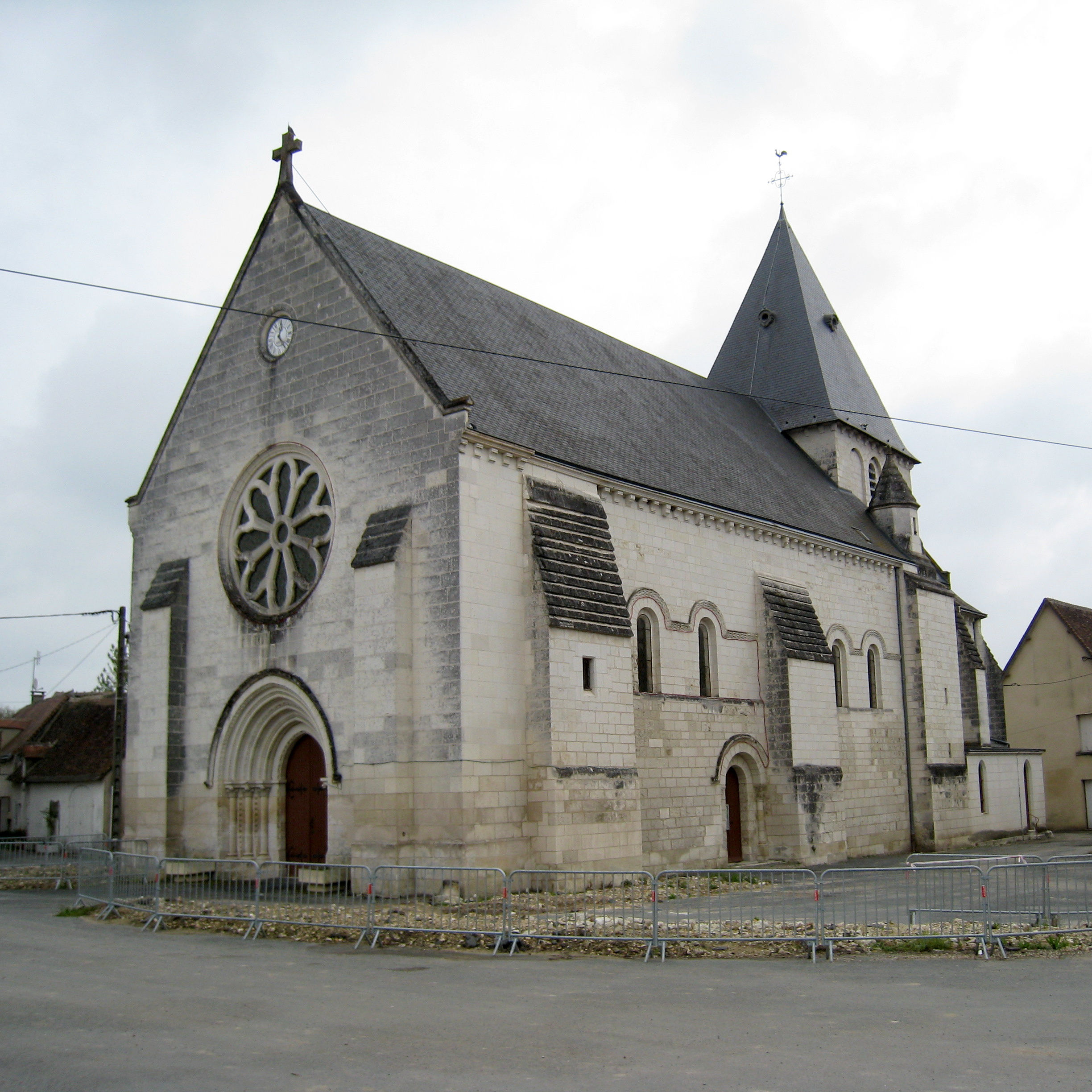
Kirche Saint-Nazaire

## Gemeindepartnerschaften
- Gars am Inn, Bayern, seit 1986

## Persönlichkeiten
- Louis Auguste Le Tonnelier de Breteuil (1730–1807), Diplomat
- Louis-François Cassas (1756–1827), Zeichner und Landschaftsmaler